# ويغينز
ويغينز (مسيسيبي) (بالإنجليزية: Wiggins, Mississippi)‏ هي مدينة تقع في الولايات المتحدة في مقاطعة ستون. يقدر عدد سكانها بـ 4,504 نسمة ومساحتها 29.2 كم2 وترتفع عن سطح البحر 80 متر.

## التركيبة السكانية
حدّد مكتب تعداد الولايات المتحدة بيانات التركيبة السكانية لويغينز في تعداد الولايات المتحدة. في ما يلي، التركيبة السكانية حسب تعدادي 2000 و2010.

### تعداد عام 2000
بلغ عدد سكان ويغينز 3,849 نسمة بحسب تعداد عام 2000، وبلغ عدد الأسر 1,380 أسرة وعدد العائلات 1,001 عائلة مقيمة في المدينة. في حين سجلت الكثافة السكانية 132 نسمة لكل كيلومتر مربع (341.9/ميل2). وبلغ عدد الوحدات السكنية 1,546 وحدة بمتوسط كثافة قدره 53 لكل كيلومتر مربع (137.3/ميل2).
وتوزع التركيب العرقي للمدينة بنسبة 67.60% من البيض و31.51% من الأمريكيين الأفارقة و0.05% من الأمريكيين الأصليين و0.16% من الأمريكيين ذوي الأصول الآسيوية و0.31% من الأعراق الأخرى و0.36% من عرقين مختلطين أو أكثر و1.07% من الهسبانيون أو اللاتينيون من أي عرق.
بلغ عدد الأسر 1,380 أسرة كانت نسبة 41.9% منها لديها أطفال تحت سن الثامنة عشر تعيش معهم، وبلغت نسبة الأزواج القاطنين مع بعضهم البعض 47.6% من أصل المجموع الكلي للأسر، ونسبة 21.3% من الأسر كان لديها معيلات من الإناث دون وجود شريك،  بينما كانت نسبة 3.6% من الأسر لديها معيلون من الذكور دون وجود شريكة وكانت نسبة 27.5% من غير العائلات. تألفت نسبة 23.5% من أصل جميع الأسر من عدة أفراد يعيشون في نفس المنزل ونسبة 12.5% كانت تتألف من شخص يعيش بمفرده يبلغ من العمر 65 عاماً أو أكثر. وبلغ متوسط حجم الأسرة المعيشية 2.66، أما متوسط حجم العائلات فبلغ 3.12.
بلغ العمر الوسطي للسكان 33.6 عاماً. وكانت نسبة 28.4% من القاطنين تحت سن الثامنة عشر، وكانت نسبة 9.2% بين الثامنة عشر والرابعة والعشرين عاماً، ونسبة 25.6% كانت واقعةً في الفئة العمرية ما بين الخامسة والعشرين والرابعة والأربعين عاماً، ونسبة 19.5% كانت ما بين الخامسة والأربعين والرابعة والستين، ونسبة 12.5% كانت ضمن فئة الخامسة والستين عاماً فما فوق. يوجد لكل 100 أنثى 86.6 ذكر، ويوجد لكل 100 أنثى في الثامنة عشر من عمرها فما فوق 79.7 ذكر.
بلغ متوسط دخل الأسرة في المدينة 26,597 دولارًا، أما متوسط دخل العائلة فبلغ 31,591 دولارًا. وكان متوسط دخل الذكور 27,262 دولارًا مقابل 20,801 دولارًا للإناث. وسجل دخل الفرد الخاص بالمدينة 13,813 دولارًا. وكانت نسبة 22.3% من العائلات ونسبة 25.4% من السكان تحت خط الفقر، وكان من هؤلاء نسبة 35.6% تحت سن الثامنة عشر ونسبة 18.8% في الخامسة والستين من العمر وما فوق.

### تعداد عام 2010
بلغ عدد سكان ويغينز 4,390 نسمة بحسب تعداد عام 2010، وبلغ عدد الأسر 1,453 أسرة وعدد العائلات 1,022 عائلة مقيمة في المدينة. في حين سجلت الكثافة السكانية 150.5 نسمة لكل كيلومتر مربع (389.8/ميل2). وبلغ عدد الوحدات السكنية 1,658 وحدة بمتوسط كثافة قدره 56.8 لكل كيلومتر مربع (147.1/ميل2).
وتوزع التركيب العرقي للمدينة بنسبة 64.44% من البيض و33.37% من الأمريكيين الأفارقة و0.41% من الأمريكيين الأصليين و0.36% من الأمريكيين ذوي الأصول الآسيوية و0.30% من الأعراق الأخرى و1.12% من عرقين مختلطين أو أكثر و0.89% من الهسبانيون أو اللاتينيون من أي عرق.
بلغ عدد الأسر 1,453 أسرة كانت نسبة 39.4% منها لديها أطفال تحت سن الثامنة عشر تعيش معهم، وبلغت نسبة الأزواج القاطنين مع بعضهم البعض 43.8% من أصل المجموع الكلي للأسر، ونسبة 22.4% من الأسر كان لديها معيلات من الإناث دون وجود شريك،  بينما كانت نسبة 4.1% من الأسر لديها معيلون من الذكور دون وجود شريكة وكانت نسبة 29.7% من غير العائلات. تألفت نسبة 25.4% من أصل جميع الأسر من عدة أفراد يعيشون في نفس المنزل ونسبة 10.7% كانت تتألف من شخص يعيش بمفرده يبلغ من العمر 65 عاماً أو أكثر. وبلغ متوسط حجم الأسرة المعيشية 2.65، أما متوسط حجم العائلات فبلغ 3.18.
بلغ العمر الوسطي للسكان 36.1 عاماً. وكانت نسبة 25.1% من القاطنين تحت سن الثامنة عشر، وكانت نسبة 8.8% بين الثامنة عشر والرابعة والعشرين عاماً، ونسبة 28.6% كانت واقعةً في الفئة العمرية ما بين الخامسة والعشرين والرابعة والأربعين عاماً، ونسبة 23.9% كانت ما بين الخامسة والأربعين والرابعة والستين، ونسبة 13.6% كانت ضمن فئة الخامسة والستين عاماً فما فوق. وتوزع التركيب الجنسي للسكان بنسبة 50.7% ذكور و49.3% إناث.

## أعلام
- جاستن إيفانز
- ماركوس هينتون